# 屏206線
屏206線 烏鬼洞－天福，是位於台灣屏東縣的一條鄉道，東起屏東縣琉球鄉烏鬼洞，西至屏東縣琉球鄉天福，全長0.391公里。2015年9月24日交通部公告解編該公路。

## 路線說明
全線均位於屏東縣琉球鄉內

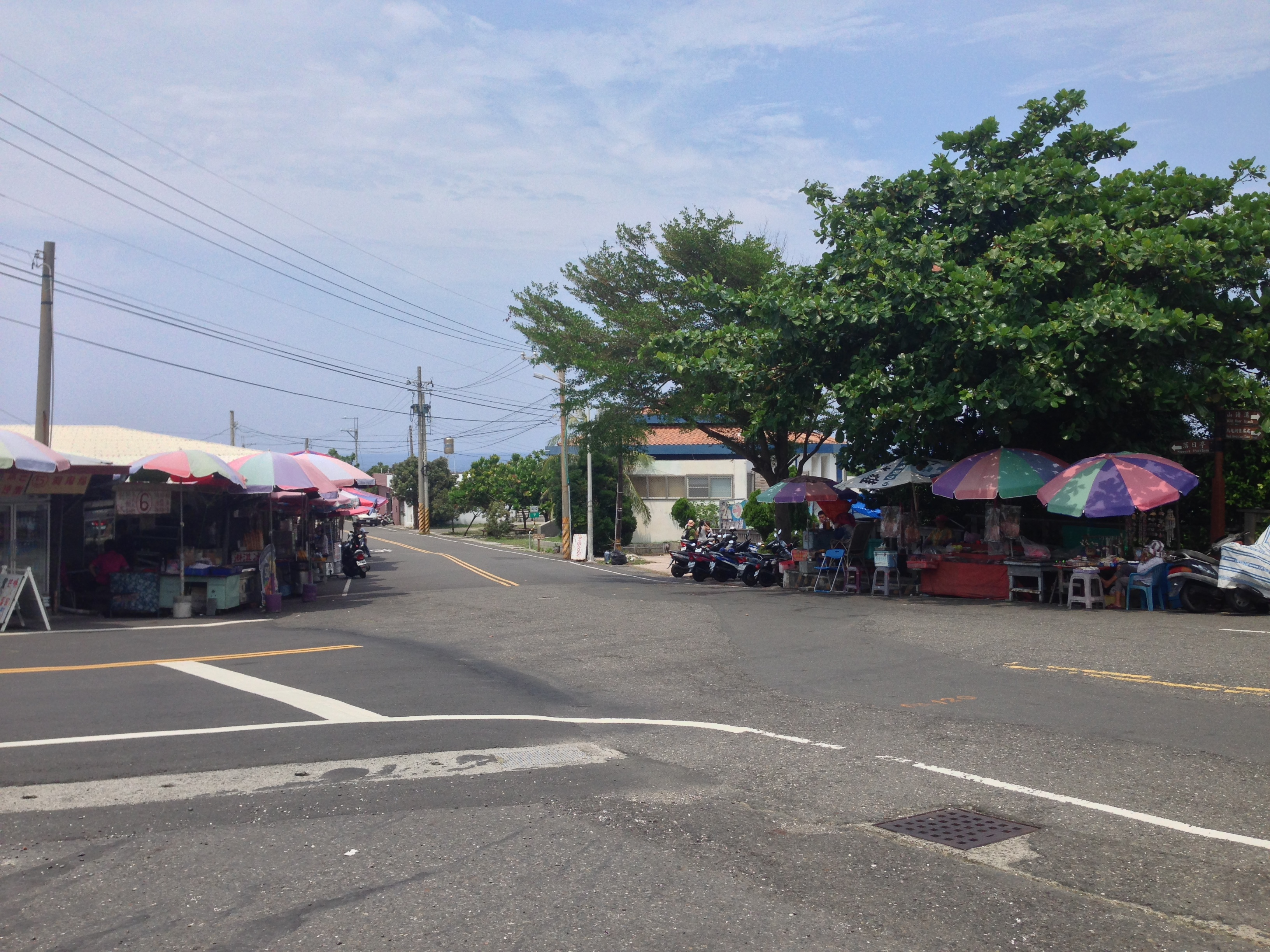
屏206線與屏201線岔路

- 烏鬼洞（起點， 屏202線岔路）→ 信義路 → 天福（終點， 屏201線岔路）

## 歷史沿革
本線於1966年編成並且維持相同路線迄今，惟當時路線名為天福－烏鬼洞，1976年時起訖點對調後未曾再更動。為琉球鄉最短鄉道。此公路已於2015年9月24日交通部公告解編。

## 沿線地標、設施
- 烏鬼洞風景區

## 連接公路
- 屏201線
- 屏202線